# Hohenasperg

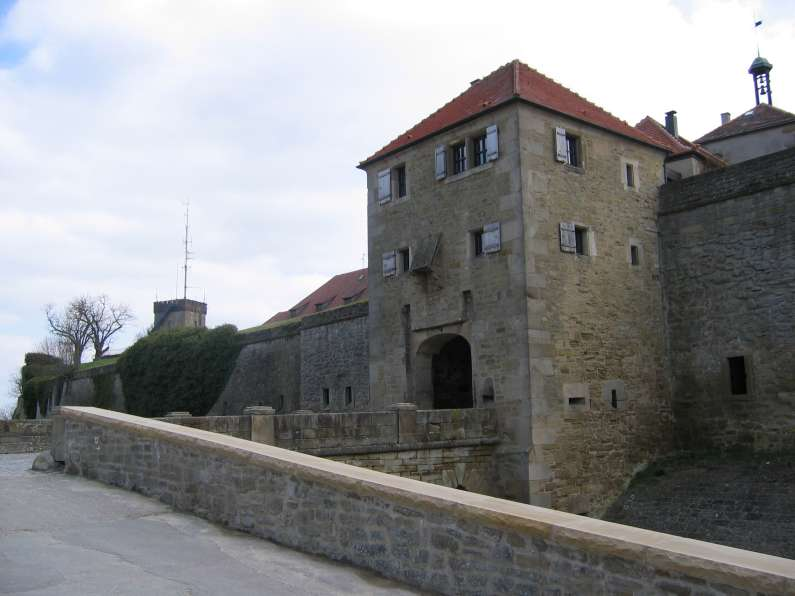
Fängelsets entrébyggnad.

Hohenasperg är en fästning belägen på en höjd ovanför staden Asperg i Landkreis Ludwigsburg i det tyska förbundslandet Baden-Württemberg. Hohenasperg tjänar sedan början av 1700-talet som fängelse.

## Interner i urval
- Karl Jäger (1888–1959), tysk krigsförbrytare
- Josef Schwammberger (1912–2004), tysk krigsförbrytare
- Hans Lipschis (född 1919), tysk misstänkt krigsförbrytare